# Уутела
Уутела (фін. Uutela, швед. Nybondas) — парк у Вуосаарі, Гельсінкі, Фінляндія. Оточений морем з трьох сторін, і, як один із найкраще збережених природних парків Гельсінкі, Уутела приваблює відвідувачів з усього Великого Гельсінкі. Площа — 1,35 км², населення — 15 осіб. Станція метро Вуосаарі знаходиться у пішій досяжності. 

Уутела на мапі Гельсінкі

Парком прямує рекреаційна стежка завдовжки приблизно 5,5 км, що проходить через ліс.